# Allogymnopleurus youngai
Allogymnopleurus youngai är en skalbaggsart som beskrevs av S. Endrödi 1973. Allogymnopleurus youngai ingår i släktet Allogymnopleurus och familjen bladhorningar. Inga underarter finns listade i Catalogue of Life.